# Nanstallon
Nanstallon är en by i Cornwall distrikt i Cornwall grevskap i England. Byn är belägen 30,1 km 
från Truro. Orten har 595 invånare (2015).